# Hirasa paupera
Hirasa paupera är en fjärilsart som beskrevs av Butler 1881. Hirasa paupera ingår i släktet Hirasa och familjen mätare. Inga underarter finns listade i Catalogue of Life.